# 도요문고

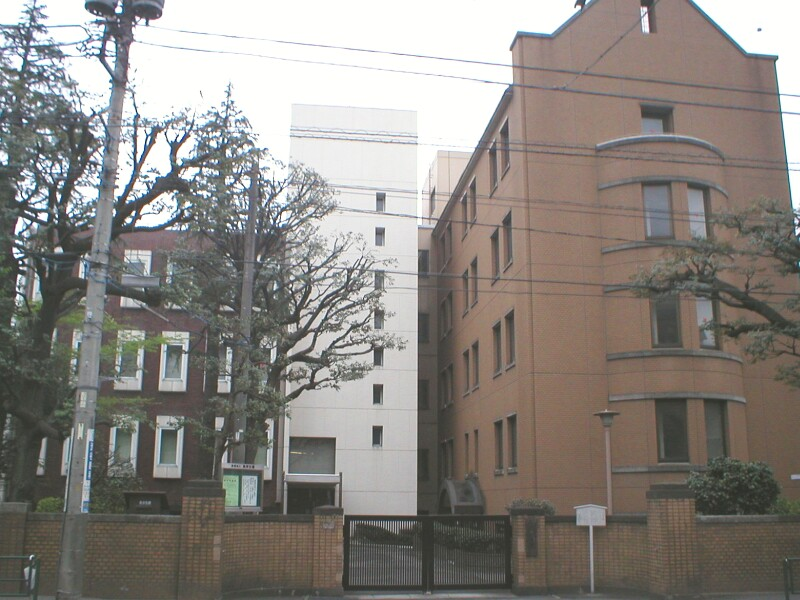
동양문고

동양문고(일본어: 東洋文庫, The Oriental Library)는 도쿄도 분쿄구 소재 동양학 전문 도서관, 연구소이다. 'Toyo Bunko'로도 널리 세계에 알려져 있다. 아시아 전역의 역사와 문화에 관한 연구를 전문 분야로 하는 도서관으로 아시아 연구 관련 자료를 수집·보존하는 세계 굴지의 동양학 전문 도서관이며, 또한 연구소는 일본에서 몇 안 되는 동양학 전문 민간 연구 기관으로 아시아 최대의 동양학 연구 센터가 되고 있다. 1924년 개관, 1948년 국립국회도서관의 지부로 구성되었다.
재단법인 조직을 채택한 사립의 도서관, 연구소로 창립 당시부터 후원자인 미쓰비시 그룹의 지원 등을 바탕으로 활동하고 있지만, 도서관 부문은 자료의 수집 정리나 열람에 관련되는 업무가 국립국회도서관 지부 동양문고로서 국가 기관인 국립국회도서관의 조직 하에 놓여 있다. 다만, 시설 및 장서는 재단법인 동양문고의 소유이며, 국유는 아니다.

## 같이 보기
- 미쓰비시 그룹